# Ruszyszki
Ruszyszki (lit. Rušiškės) – wieś na Litwie, w okręgu wileńskim, w rejonie święciańskim, w gminie Kołtyniany.
Dawniej używana nazwa – Łosiszki.

## Historia
W czasach zaborów zaścianek rządowy w gminie Łyngmiany, w powiecie święciańskim, w guberni wileńskiej Imperium Rosyjskiego. W 1866 roku miał 9 mieszkańców w 1 domu. W 1905 roku liczył 19 mieszkańców, 16 dziesięcin.
W dwudziestoleciu międzywojennym zaścianek leżał w Polsce, w województwie wileńskim, w powiecie święciańskim, w gminie Kołtyniany.
W 1931 w 3 domach zamieszkiwało 20 osób.
Od 1945 roku w Litewskiej Socjalistycznej Republice Radzieckiej.
Od 1990 na niepodległej Litwie.